# Menachem Hakohen
Menachem Hakohen (hebr.: מנחם הכהן, ang.: Menachem Hacohen, ur. 26 lipca 1932 w Jerozolimie) – izraelski rabin i polityk, w latach 1974–1988 poseł do Knesetu.

## Życiorys
Urodził się 26 lipca 1932 w Jerozolimie w ówczesnym brytyjskim mandacie Palestyny.
Uczył się w jesziwach. Uzyskał smichę rabinacką. Służbę wojskową w 1951 odbywał w programie Nachal. W latach 1955–1956 służył jako rabin w Izraelskim Korpusie Morskim. W 1967 był rabinem Ruchu Moszawów, a w latach 1968–1979 rabinem Histadrutu.
W wyborach w 1973 został wybrany posłem z listy lewicowej Koalicji Pracy. W ósmym Knesecie zasiadał w komisjach edukacji i kultury; zatwierdzania sędziów sądów rabinackich oraz spraw wewnętrznych i środowiska. W 1977 uzyskał reelekcję, a w Knesecie IX kadencji był członkiem komisji finansów oraz edukacji i kultury. W wyborach w 1981 ponownie zdobył mandat poselski, a w dziesiątym Knesecie zasiadał w komisji absorpcji imigrantów. Po raz czwarty został wybrany posłem w 1984. W tej kadencji stanął na czele podkomisji i zasiadał w trzech komisjach: zatwierdzania sędziów sądów rabinackich; absorpcji imigrantów oraz spraw zagranicznych i obrony. W 1988 utracił miejsce w parlamencie.